# Akropolisrallyt 2008
Akropolisrallyt 2008 var den sjunde deltävlingen i Rally-VM 2008 och kördes i Grekland 30 maj-1 juni 2008. 2008 års upplaga var det 55:e Akropolisrallyt i ordningen.

## Slutställning

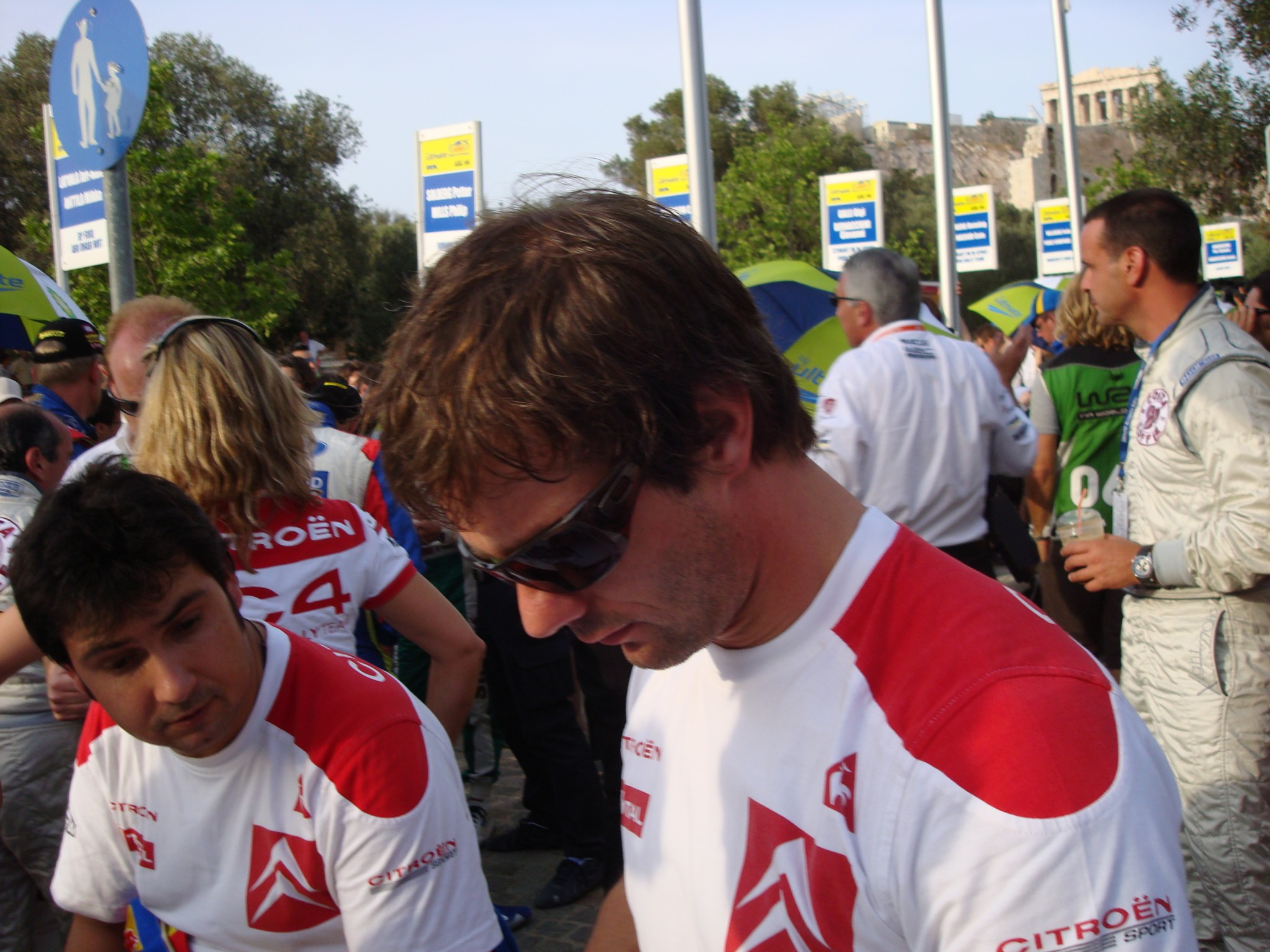
Slutsegraren Sébastien Loeb

| Plac. | Förare             | Kartläsare     | Bil            | Tid       | Tidsskillnad | Poäng |
| ----- | ------------------ | -------------- | -------------- | --------- | ------------ | ----- |
| 1.    | Sébastien Loeb     | Daniel Elena   | Citroën C4     | 3.54.54,7 | -            | 10    |
| 2.    | Petter Solberg     | Phil Mills     | Subaru Impreza | 3.56.04,2 | +1.09,5      | 8     |
| 3.    | Mikko Hirvonen     | Jarmo Lehtinen | Ford Focus RS  | 3.56.50,8 | +1.56,1      | 6     |
| 4.    | Urmo Aava          | Kuldar Sikk    | Citroën C4     | 3.59.14,4 | +4.19,7      | 5     |
| 5.    | Daniel Sordo       | Marc Marti     | Citroën C4     | 3.59.44,1 | +4.49,4      | 4     |
| 6.    | Matthew Wilson     | Scott Martin   | Subaru Impreza | 4.02.25,8 | +5.08,6      | 3     |
| 7.    | Jari-Matti Latvala | Miikka Anttila | Ford Focus RS  | 4.01.42,2 | +6.47,4      | 2     |
| 8.    | Henning Solberg    | Cato Menkerud  | Ford Focus RS  | 4.04.08,7 | +9.14,0      | 1     |

## Specialsträckor
| Dag        | Etapp | Namn             | Längd    | Vinnare     | Tid     | Snitthast. | Rallyledare |
| ---------- | ----- | ---------------- | -------- | ----------- | ------- | ---------- | ----------- |
| 1 (30 maj) | SS1   | Schimatari 1     | 11,57 km | J. Latvala  | 10.34,3 |            | J. Latvala  |
| 1 (30 maj) | SS2   | Thiva 1          | 23,76 km | S. Loeb     | 17.15,2 |            | J. Latvala  |
| 1 (30 maj) | SS3   | Psatha 1         | 17,41 km | J. Latvala  | 11.28,7 |            | J. Latvala  |
| 1 (30 maj) | SS4   | Schimatari 2     | 11,57 km | S. Loeb     | 10.26,7 |            | S. Loeb     |
| 1 (30 maj) | SS5   | Thiva 2          | 23,76 km | S. Loeb     | 16.53,8 |            | S. Loeb     |
| 1 (30 maj) | SS6   | Psatha 2         | 17,41 km | S. Loeb     | 11.12,5 |            | S. Loeb     |
| 1 (30 maj) | SS7   | Tatoi 1          | 4,6 km   | U. Aava     | 3.31,3  |            | S. Loeb     |
| 2 (31 maj) | SS8   | Aghii Theodori 1 | 32,16 km | M. Hirvonen | 22.42,1 |            | S. Loeb     |
| 2 (31 maj) | SS9   | Pissia 1         | 16,6 km  | G. Galli    | 12.17,2 |            | D. Sordo    |
| 2 (31 maj) | SS10  | Aghia Triada 1   | 10,8 km  | G. Galli    | 7.46,1  |            | D. Sordo    |
| 2 (31 maj) | SS11  | Aghii Theodori 2 | 32,16 km | M. Hirvonen | 22.36,1 |            | D. Sordo    |
| 2 (31 maj) | SS12  | Pissia 2         | 16,6 km  | U. Aava     | 12.13,9 |            | S. Loeb     |
| 2 (31 maj) | SS13  | Aghia Triada 2   | 10,8 km  | M. Hirvonen | 7.45,4  |            | S. Loeb     |
| 3 (1 jun)  | SS14  | Avlonas 1        | 20,0 km  | C. Atkinson | 9.09,6  |            | S. Loeb     |
| 3 (1 jun)  | SS15  | Assopia 1        | 17,87 km | J. Latvala  | 11.39,9 |            | S. Loeb     |
| 3 (1 jun)  | SS16  | Aghia Sotira 1   | 15,2 km  | G. Galli    | 9.47,2  |            | S. Loeb     |
| 3 (1 jun)  | SS17  | Avlonas 2        | 20,0 km  | G. Galli    | 9.00,9  |            | S. Loeb     |
| 3 (1 jun)  | SS18  | Assopia 2        | 17,87 km | J. Latvala  | 11.26,6 |            | S. Loeb     |
| 3 (1 jun)  | SS19  | Aghia Sotira 2   | 15,2 km  | J. Latvala  | 9.52,2  |            | S. Loeb     |
| 3 (1 jun)  | SS20  | Tatoi 2          | 4,6 km   | D. Sordo    | 3.33,0  |            | S. Loeb     |